# گریت الم
گریت الم (به انگلیسی: Great Elm) یک روستا و محله مدنی در بریتانیا است که در مندیپ واقع شده‌است. گریت الم ۱۷۱ نفر جمعیت دارد.